# Station Aubazine-Saint-Hilaire
Station is een spoorwegstation in de Franse gemeente Saint-Hilaire-Peyroux.